# Attila Dargay
Attila Dargay, född den 20 juni 1927 i Mezőnyék, död den 20 oktober 2009, var en ungersk serieskapare och animatör. Efter att ha avslutat sina studier 1948 började han arbeta som kulissmålare vid Ungerska nationalteatern. Dargay har tecknat serierna Vuk, Bambi, Dorothy in the Magic Land och Pinocchio med flera. Serierna har publicerats i östtyska serietidningar som Trommel, Frösi och NBI.

## Filmer
- Gustav stannar i sängen (1964, kortfilm)
- Gustav och vitsipporna (1964, kortfilm)
- A három nyúl (1972)
- Gåsa-Pelle (1976)
- Vuk - Den lilla rävungen (1981)
- Skatten i träskslottet (1984)
- Hjältarna i gröna skogen (1988)
- Bobo och kaninerna (1995)